# Miss Nicaragua 2013
La 31.ª edición de Miss Nicaragua, correspondiente al año 2013, se realizó el 2 de marzo de 2013 en el Teatro Nacional Rubén Darío. Las 13 delegadas procedentes de diversas ciudades y regiones del país compitieron por la corona nicaragüense, al final de evento Farah Eslaquit, Miss Nicaragua 2012 de Masaya, coronó a su sucesora Nastassja Bolívar de Diriamba. El concurso fue transmitido en vivo por VosTV y con difusión simultánea en Televicentro.
Once meses después de ser coronada y de haber participado en Miss Universo 2013, Nastassja Bolívar fue destituida de sus funciones como Miss Nicaragua, alegando que no fue destronada de su título de reina de belleza nicaragüense.

## Representaciones internacionales
Durante este año Nicaragua envió representantes a diversos concursos de belleza internacional importantes tal como es Miss Universo y Miss Mundo.
| Resultado                         | Candidata         | Fecha                    | País Sede | Puesto                         |
| --------------------------------- | ----------------- | ------------------------ | --------- | ------------------------------ |
| Miss Nicaragua Universo 2013      | Nastassja Bolívar | 9 de noviembre de 2013   | Rusia     | (Top 16, Mejor Traje Nacional) |
| Miss Nicaragua Mundo 2013         | Luz Mery Decena   | 28 de septiembre de 2013 | Indonesia | Sin clasificación              |
| Miss Nicaragua Internacional 2013 | Celeste Castillo  | 17 de diciembre de 2013  | Japón     | Sin clasificación              |
| Teen Nicaragua Universe 2013      | Lucía Osorno      | 18 de mayo de 2013       | Nicaragua | Teen Universe 2013             |

## Resultados
| Resultados          | Delegadas |
| ------------------- | --- |
| Miss Nicaragua 2013 | - Diriamba - Nastassja Bolívar |
| 1.ª Finalista       | - Managua - Luviana Torres |
| 2.ª Finalista       | - Managua - Cristina Soto |
| 3.ª Finalista       | - Granada - Daysi Largaespada |
| 4.ª Finalista       | - Managua - Celeste Castillo |
| 13 Semifinalistas   | - Chontales - Cristian Fajardo - Carazo - Sara Tapia - Chinandega - Katherine Molina - Managua - Karla Corea - Juigalpa - Ana Yanzy Toledo - Managua - Dayanna Méndez - Bluefields - Jotishema Fox - El Viejo - Ariadna Orellana |

## Áreas de competencia

### Final
Durante la competencia final, el grupo de 13 concursantes seleccionadas en la competencia preliminar fue dado a conocer y compitió de nuevo en traje de baño y traje de noche.
Las cinco candidatas con las puntuaciones más altas en esta última evaluación, participarán en una ronda final de entrevistas durante el evento televisado, antes de que las posiciones finales fueran anunciadas, y a su vez, fuera revelado el nombre de la nueva Miss Nicaragua.

#### Calificaciones
Las calificaciones en Miss Nicaragua tienen un carácter única y exclusivamente eliminatorio, y no son acumulables ni se promedian. La decisión final de los jueces se basa en la impresión general que cada finalista dejó en ellos, y no coincide necesariamente con las posiciones que generan las calificaciones.
| \| Candidata \| Entrevista \| Traje de Baño \| Traje de Gala \| \| ----------------- \| ---------- \| ------------- \| ------------- \| \| Nastassja Bolívar \| 9.44 (2) \| 9.76 (1) \| 9.83 (1) \| \| Luviana Torres \| 9.71 (1) \| 9.63 (2) \| 9.53 (2) \| \| Cristina Soto \| 8.76 (5) \| 9.17 (4) \| 9.01 (5) \| \| Daysi Largaespada \| 8.44 (7) \| 9.02 (5) \| 9.27 (3) \| \| Celeste Castillo \| 8.98 (3) \| 9.24 (3) \| 9.05 (4) \| \| Cristian Fajardo \| 8.42 (8) \| 8.79 (7) \| 8.81 (7) \| \| Sara Tapia \| 8.81 (4) \| 8.56 (10) \| 8.52 (10) \| \| Katherine Molina \| 8.42 (9) \| 8.85 (6) \| 8.57 (9) \| \| Karla Corea \| 8.33 (10) \| 8.64 (8) \| 8.84 (6) \| \| Ana Yanzy Toledo \| 8.75 (6) \| 8.35 (13) \| 8.51 (11) \| \| Dayanna Méndez \| 7.95 (12) \| 8.49 (11) \| 8.73 (8) \| \| Jotishema Fox \| 8.16 (11) \| 8.43 (12) \| 8.43 (12) \| \| Ariadna Orellana \| 7.73 (13) \| 8.61 (9) \| 8.42 (13) \| | Miss Nicaragua 2013 Primera Finalista Segunda Finalista Tercera Finalista Cuarta Finalista 13 Semifinalistas (#) En orden de clasificación |               |               |
| Candidata | Entrevista | Traje de Baño | Traje de Gala |
| Nastassja Bolívar | 9.44 (2) | 9.76 (1)      | 9.83 (1)      |
| Luviana Torres | 9.71 (1) | 9.63 (2)      | 9.53 (2)      |
| Cristina Soto | 8.76 (5) | 9.17 (4)      | 9.01 (5)      |
| Daysi Largaespada | 8.44 (7) | 9.02 (5)      | 9.27 (3)      |
| Celeste Castillo | 8.98 (3) | 9.24 (3)      | 9.05 (4)      |
| Cristian Fajardo | 8.42 (8) | 8.79 (7)      | 8.81 (7)      |
| Sara Tapia | 8.81 (4) | 8.56 (10)     | 8.52 (10)     |
| Katherine Molina | 8.42 (9) | 8.85 (6)      | 8.57 (9)      |
| Karla Corea | 8.33 (10) | 8.64 (8)      | 8.84 (6)      |
| Ana Yanzy Toledo | 8.75 (6) | 8.35 (13)     | 8.51 (11)     |
| Dayanna Méndez | 7.95 (12) | 8.49 (11)     | 8.73 (8)      |
| Jotishema Fox | 8.16 (11) | 8.43 (12)     | 8.43 (12)     |
| Ariadna Orellana | 7.73 (13) | 8.61 (9)      | 8.42 (13)     |

##### Jurado final
- Jorge Pivaral, Gerente General de Protect & Gamon.
- Mariu E. Lacayo, Asesora de Modas e Imagen y Propietaria Ponte Vecchio Boutique.
- Adriana Dorn, Modelo nicaragüense, Miss Nicaragua 2011.
- Miguel Arrieta, Gerente Ejecutivo de Grupo Q Nicaragua.
- Francina Navas, Directora Operativa de Nica A Manos S.A.
- Juan Brenes, Estilista y Propietario de Juan Brenes Salón.
- Reyna González Ordóñez, Socia de la Firma KPMG que certifica el certamen.

## Provincias, concursantes y delegadas
13 candidatas compitieron por el título:
(En la tabla se utiliza su nombre completo, los sobrenombres van entrecomillados y los apellidos utilizados como nombre artístico, entre paréntesis; fuera de ella se utilizan sus nombres "artísticos" o simplificados):
| Representación | Concursante       | Edad | Estatura (m) | Estudia                            |
| -------------- | ----------------- | ---- | ------------ | ---------------------------------- |
| Bluefields     | Jotishema Fox     | 21   | 1.78         | Ciencias Médicas                   |
| Carazo         | Sara Tapia        | 21   | 1.72         | Lic. en Turismo Sostenible         |
| Chinandega     | Katherine Molina  | 22   | 1.71         | Licenciada en Marketing            |
| Chontales      | Cristian Fajardo  | 21   | 1.76         | Licenciada en Contaduría Pública   |
| Diriamba       | Nastassja Bolívar | 24   | 1.78         | Mercadeo de Modas                  |
| El Viejo       | Ariadna Orellana  | 22   | 1.74         | Mercadeo Estratégico y Publicidad  |
| Granada        | Daysi Largaespada | 22   | 1.74         | Contaduría Pública y Finanzas      |
| Juigalpa       | Ana Yanzy Toledo  | 20   | 1.70         | Marketing y Publicidad             |
| Managua        | Celeste Castillo  | 19   | 1.73         | Comunicación y Relaciones Públicas |
| Managua        | Cristina Soto     | 22   | 1.68         | Lic. Economía Empresarial y Pymes  |
| Managua        | Dayanna Méndez    | 18   | 1.67         | Filología y Comunicación           |
| Managua        | Karla Corea       | 21   | 1.75         | Administración de Empresas         |
| Managua        | Luviana Torres    | 25   | 1.69         | Licenciada en Derecho              |

## Premios especiales
| Resultado              | Candidata        | Departamento |
| ---------------------- | ---------------- | ------------ |
| Miss Traje de Fantasía | Cristina Soto    | Managua      |
| Miss Fotogénica        | Karla Corea      | Managua      |
| Miss Simpatía          | Katherine Molina | Chinandega   |

## Traje nacional o de fantasía de Miss Universo 2013
Las delegadas de Miss Nicaragua 2013 portarán cada una un traje nacional o de fantasía representativo de su provincia. Se exhibieron todos, durante un desfile el 1 de febrero de 2013 y transmitido en vivo por VosTV.
| Resultado      | Candidata                     | Diseñador         | Nombre                                           |
| -------------- | ----------------------------- | ----------------- | ------------------------------------------------ |
| Ganadora       | Managua - Cristina Soto       | Bismark Martínez  | Triduo Indígena Fertilidad Mestiza               |
| 1.ª Finalista  | Managua – Dayanna Méndez      | Neftaly Espinoza  | Bellos Plumajes, Nicaragua Majestuosa e Indígena |
| 2.ª Finalista  | Carazo - Sara Tapia           | Stanlyn Núñez     | Guardiana de Bosawás                             |
| 3.ª Finalista  | Managua – Celeste Castillo    | Bismark Martínez  | Guardiana del Lago Xolotlán                      |
| 4.ª Finalista  | Diriamba – Nastassja Bolívar  | Byron Mendieta    | Diosa del Ámbar                                  |
| 5.ª Finalista  | Managua – Karla Corea         | Alfonso Enríquez  | Mujer Campesina                                  |
| 6.ª Finalista  | El Viejo – Ariadna Orellana   | Olman Castillo    | Nicaragua, Nicaragüita                           |
| 7.ª Finalista  | Juigalpa – Ana Yanzy Toledo   | Jerry González    | Princesa Nicarao                                 |
| 8.ª Finalista  | Managua – Luviana Torres      | Michael Sánchez   | Entre las Aguas de Nicaragua                     |
| 9.ª Finalista  | Bluefields – Jostishema Fox   | Mario Ibarra      | Somos Pueblos Blancos, Somos Pueblos Brujos      |
| 10.ª Finalista | Chinandega – Katherine Molina | Neftaly Espinoza  | Corn Island un Paraíso entre las Aguas           |
| 11.ª Finalista | Granada – Daysi Largaespada   | Juan Obregón      | Estallido Occidental                             |
| 12.ª Finalista | Chontales – Cristian Fajardo  | Jonathan Espinoza | Baila como siempre Caribe                        |

## Premios no Oficiales
| Patrocinador    | Premio                                              | Evaluación                                         | Candidata y Provincia         |
| --------------- | --------------------------------------------------- | -------------------------------------------------- | ----------------------------- |
| Popularidad     | $ 1,000 Efectivos                                   | Votación Vía SMS Claro                             | Chinandega - Katherine Molina |
| Tulipanes Spa   | $ 1,500 en Servicios                                | Salud de la Piel y Simetría Corporal               | Diriamba - Nastassja Bolívar  |
| Mirada Bella    | $500 Efectivos que proporciona Ópticas Münkel       | Elección de Arco Estético y Fotografías            | Diriamba - Nastassja Bolívar  |
| Mejor Sonrisa   | 1 Año de Servicio Odontológico Dental Care Gratis   | Tamaño y Proporción de Dientes y Labios            | Diriamba - Nastassja Bolívar  |
| Fil Club        | 1 Viaje para 2 Personas a Cancún con Gastos Pagados | Actitud y Desempeño Deportivo                      | Managua - Celeste Castillo    |
| Virtual Claro   | Tableta Cortesía de Claro                           | Ganadora por Voto Popular Facebook                 | Diriamba - Nastassja Bolívar  |
| Piel Camay      | Productos Camay                                     | Homogeneidad, Idratacion y Firmeza de la Piel      | Diriamba - Nastassja Bolívar  |
| Cabello Pantene | Productos Pantene                                   | Brillo, Textura, Volumen y Largo                   | Managua - Luviana Torres      |
| Rostro Avon     | Productos Avon                                      | Naturalidad, Sonrisa, Cutis Impecable y Maquillaje | Diriamba - Nastassja Bolívar  |

## Datos acerca de las delegadas
- Nastassja Bolívar fue la ganadora de Nuestra Belleza Latina 2011.
- Nastassja Bolívar clasifica entre las 16 cuartofinalistas de Miss Universo 2013, hecho que no ocurría desde 2007.
- Cristina Soto Esquivel compitió siendo la Reina del Carnaval de Nicaragua 2012.

## Sobre los departamentos en Miss Nicaragua 2013
- Las ciudades de El Viejo y Juigalpa debutan este año en la competencia.
- Bluefields, Carazo, Diriamba, Granada y Managua concursaron en la edición anterior del certamen.
- Chontales no competía desde la 29.ª edición correspondiente al año 2011.

## Historia del certamen
- Miss Nicaragua gana por primera vez el mejor traje nacional en Miss Universo 2013.
- Es la tercera ocasión que una candidata de Nicaragua clasifica a los 16 cuartofinalistas en Miss Universo, la última vez fue en Miss Universo 2007.
- Es la primera vez que una candidata que participa en el certamen posee ya una corona internacional.
- En la 31.ª edición de Miss Nicaragua fue transmitida por la señal en vivo de VosTV.
- Esta es la segunda vez que hay pocas 13 concursantes después del año 2010 donde solo hubo 12 candidatas.
- Las últimas ediciones en la que concursaron más candidatas fue en 2006 con 16 participantes.